# Horodyszcze (sielsowiet Kołodziszcze)
Horodyszcze (biał. Гарадзішча, ros. Городище) – osiedle na Białorusi, w obwodzie mińskim, w rejonie mińskim, w sielsowiecie Kołodziszcze.

## Historia
W czasach Rzeczypospolitej ziemie te leżały w województwie mińskim. Odpadły od Polski w wyniku II rozbioru. W granicach Rosji wieś należała do ujezdu mińskiego w guberni mińskiej. Ponownie pod polską administracją w latach 1919–1920 w okręgu mińskim Zarządu Cywilnego Ziem Wschodnich.
W Horodyszczach znajduje się stacja kolejowa Horodyszcze, położona na linii Moskwa - Brześć.